# Kardamýli
Kardamýli (en grec moderne : Καρδαμύλη) est une bourgade balnéaire de Grèce située sur le golfe de Messénie, à 35 km de Kalamata, dans le Péloponnèse. C'est le chef-lieu de la municipalité du Magne-Occidental, dans la péninsule du Magne.

## Histoire
Dans l’Iliade (Livre 9 ), Homère mentionne Kardamýli comme l'une des sept cités offertes par Agamemnon à Achille, pour qu'il participe au combat pendant la Guerre de Troie. Le village a conservé sa dénomination antique (sous la forme Skardamoula, Σκαρδαμούλα, jusqu'au XIXe siècle).

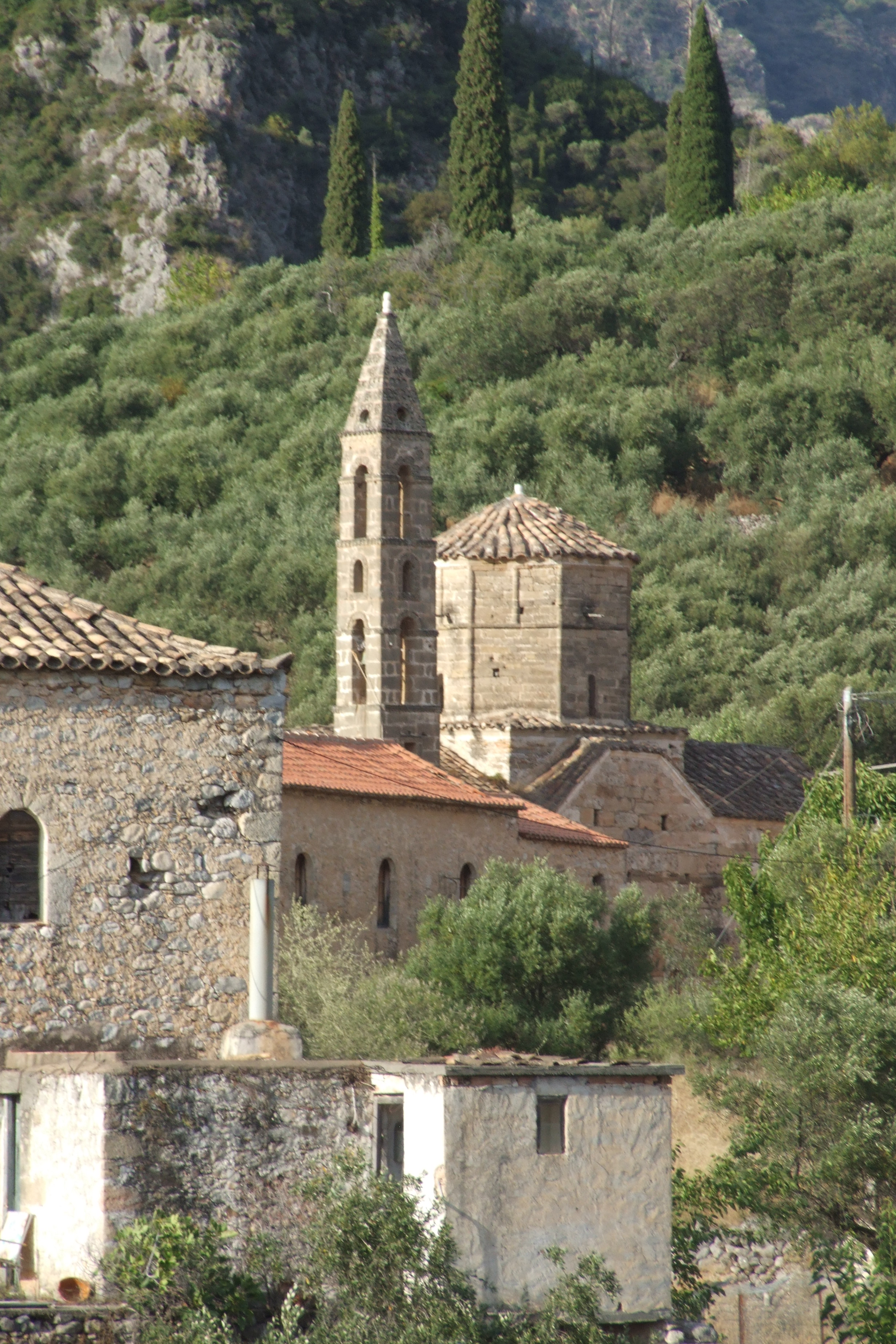
Élise Agios Spyridon

## Tourisme
La région comprend un grand nombre de plages : celles de Kalamitsi, de Ritsa, de Chalikia, de Salios et de Neo Proastio. 
La ville ancienne conserve un château médiéval et des fortifications, ainsi que l'imposante église de Saint Spyridon. Kardamýli est le point de départ de nombreuses pistes de montagne, dont certaines mènent au sommet du Taygète. À proximité se trouvent les gorges de Viros, qui s'étendent sur une vingtaine de kilomètres.

## Personnalités liées à la commune
Kardamýli était le lieu de résidence principal de l'écrivain britannique Patrick Leigh Fermor, jusqu'à sa mort en 2011. Il avait été nommé citoyen d'honneur du village pour sa participation à la résistance grecque durant la Seconde Guerre mondiale (son autre résidence étant Dumbleton en Angleterre). Il raconte sa découverte de la région dans son ouvrage Mani, voyages dans le sud du Péloponnèse. La propriété de Leigh Fermor, qui accueille des chercheurs et est accessible à la visite, appartient depuis 1996 au musée Benáki.
Les cendres d'un autre écrivain-voyageur britannique, Bruce Chatwin, ont été dispersées en 1989 à proximité de la chapelle byzantine située au-dessus du village.